# Mistrovství světa v ledním hokeji žen 2012
Mistrovství světa v ledním hokeji žen 2012 se konalo od 7. dubna do 14. dubna 2012 v americkém Burlingtonu.

## Hrací formát turnaje
Byl zaveden nový hrací formát - čtveřice nejlepších týmů z minulého mistrovství byla nasazena do základní skupiny A a zbylá čtveřice do skupiny B. Ve skupinách se utkal klasicky každý s každým. První dva týmy skupiny A postoupily přímo do semifinále. Týmy na třetím a čtvrtém místě skupiny A a první dva ze skupiny B postoupily do čtvrtfinále. Poslední dva týmy ze skupiny B se utkaly v sérii na dva vítězné zápasy o udržení. Poražení čtvrtfinalisté hráli o 5. místo, poražení semifinalisté o 3. místo.
Došlo k reformě nižších divizí - stejně jako u všech turnajů pořádaných IIHF. Divize 1 se přejmenovala na skupinu A divize 1, divize 2 na skupinu B divize 1, apod., přičemž členění divizí zůstalo vertikální.

## Základní skupiny
|  | Týmy postupující přímo do semifinále |
|  | Týmy postupující do čtvrtfinále      |
|  | Týmy hrající sérii o udržení         |

### Skupina A
| Tým       | Z | V | VP | PP | P | GV | GI | +/- | B |
| --------- | - | - | -- | -- | - | -- | -- | --- | - |
| 1. USA    | 3 | 3 | 0  | 0  | 0 | 29 | 2  | +27 | 9 |
| 2. Kanada | 3 | 2 | 0  | 0  | 1 | 19 | 12 | +7  | 6 |
| 3. Finsko | 3 | 1 | 0  | 0  | 2 | 7  | 18 | −11 | 3 |
| 4. Rusko  | 3 | 0 | 0  | 0  | 3 | 5  | 28 | −23 | 0 |

Všechny časy jsou místní (UTC-4).
| 7. dubna 2012 15:00 | Finsko | 5 – 4 (0:2, 2:0, 3:2) | Rusko | Gutterson Fieldhouse, Burlington Návštěvnost: 1494 |  |

| Report | |                                     |                                                                                           |  |
| Meeri Räisänenová | Meeri Räisänenová | Brankáři                            | Anna Prugová                                                                              |  |
| R. Lindstedtová (PP) – 29:59 Rantamakiová – 38:08 N. Tikkinenová – 41:25 N. Tikkinenová – 50:24 Rantamakiová – 51:05 | R. Lindstedtová (PP) – 29:59 Rantamakiová – 38:08 N. Tikkinenová – 41:25 N. Tikkinenová – 50:24 Rantamakiová – 51:05 | 0–1 0–2 1–2 2–2 3–2 3–3 4–3 5–3 5–4 | 03:42 – G. Skibaová 18:30 – I. Djubanoková (PP) 42:01 – J. Lebeděvová 53:52 – T. Burinová |  |
| 6 min | 6 min | Tresty                              | 16 min                                                                                    |  |
| 30 | 30 | Střely                              | 17                                                                                        |  |

| 7. dubna 2012 19:00 | USA | 9 – 2 (5:0, 1:2, 3:0) | Kanada | Gutterson Fieldhouse, Burlington Návštěvnost: 3970 |  |

| Report | |                                             |                                               |  |
| Molly Schausová | Molly Schausová | Brankáři                                    | Charline Labonteová Shannon Szabadosová       |  |
| J. Lamoureuxová – 00:37 H. Knightová – 01:24 M. Lamoureux-Kollsová (PP) – 03:32 J. Chuová – 04:52 M. Lamoureux-Kollsová – 05:32 J. Lamoureuxová – 23:10 J. Pucciová – 45:29 H. Knightová – 47:38 M. Lamoureux-Kollsová (PP) – 51:17 | J. Lamoureuxová – 00:37 H. Knightová – 01:24 M. Lamoureux-Kollsová (PP) – 03:32 J. Chuová – 04:52 M. Lamoureux-Kollsová – 05:32 J. Lamoureuxová – 23:10 J. Pucciová – 45:29 H. Knightová – 47:38 M. Lamoureux-Kollsová (PP) – 51:17 | 1–0 2–0 3–0 4–0 5–0 5–1 6–1 6–2 7–2 8–2 9–2 | 20:39 – N. Spoonerová 37:03 – M.-P. Poulinová |  |
| 6 min | 6 min | Tresty                                      | 14 min                                        |  |
| 33 | 33 | Střely                                      | 21                                            |  |

| 8. dubna 2012 15:00 | Kanada | 3 – 2 (1:0, 1:1, 1:1) | Finsko | Gutterson Fieldhouse, Burlington Návštěvnost: 1499 |  |

| Report                                                         |                                                                |                     |                                                      |  |
| Shannon Szabadosová                                            | Shannon Szabadosová                                            | Brankáři            | Noora Rätyová                                        |  |
| L. Fortinová – 14:12 C. Ouellettová – 20:13 G. Appsová – 49:14 | L. Fortinová – 14:12 C. Ouellettová – 20:13 G. Appsová – 49:14 | 1–0 2–0 2–1 3–1 3–2 | 33:50 – V. Hoviová (SH) 50:28 – K. Rantamäkiová (PP) |  |
| 14 min                                                         | 14 min                                                         | Tresty              | 12 min                                               |  |
| 43                                                             | 43                                                             | Střely              | 15                                                   |  |

| 8. dubna 2012 19:00 | USA | 9 – 0 (2:0, 2:0, 5:0) | Rusko | Gutterson Fieldhouse, Burlington Návštěvnost: 2242 |  |

| Report | |                                     |                                         |  |
| Jessie Vetterová | Jessie Vetterová | Brankáři                            | Anna Prugová Valentina Ostrovljančiková |  |
| H. Knightová – 01:42 A. Kesselová – 13:37 M. Lamoureux-Kollsová (SH) – 25:18 A. Kesselová – 39:03 H. Knightová – 40:54 M. Bozeková – 43:36 J. Lamoureuxová (PP) – 46:51 K. Coyneová (PP) – 52:46 B. Deckerová (PP) – 55:46 | H. Knightová – 01:42 A. Kesselová – 13:37 M. Lamoureux-Kollsová (SH) – 25:18 A. Kesselová – 39:03 H. Knightová – 40:54 M. Bozeková – 43:36 J. Lamoureuxová (PP) – 46:51 K. Coyneová (PP) – 52:46 B. Deckerová (PP) – 55:46 | 1–0 2–0 3–0 4–0 5–0 6–0 7–0 8–0 9–0 |                                         |  |
| 6 min | 6 min | Tresty                              | 16 min                                  |  |
| 54 | 54 | Střely                              | 5                                       |  |

| 10. dubna 2012 15:00 | Kanada | 14 – 1 (6:0, 5:0, 3:1) | Rusko | Gutterson Fieldhouse, Burlington Návštěvnost: 643 |  |

| Report | |                                                                   |                                                |  |
| Charline Labontéová | Charline Labontéová | Brankáři                                                          | Valentina Ostrovlyančiková Margarita Monachová |  |
| M-P. Poulinová – 03:55 H. Wickenheiserová (PP) – 07:14 N. Spoonerová – 09:44 J. Heffordová – 13:23 M. Agostaová (PS) – 14:56 N. Spoonerová – 19:00 N. Spoonerová – 28:02 G. Appsová – 29:10 L. Rougeauová (PP) – 31:10 M. Agostaová (PP) – 34:28 J. Wakefieldová – 37:16 R. Johnstonová – 43:35 H. Wickenheiserová – 45:52 J. Heffordová – 53:35 | M-P. Poulinová – 03:55 H. Wickenheiserová (PP) – 07:14 N. Spoonerová – 09:44 J. Heffordová – 13:23 M. Agostaová (PS) – 14:56 N. Spoonerová – 19:00 N. Spoonerová – 28:02 G. Appsová – 29:10 L. Rougeauová (PP) – 31:10 M. Agostaová (PP) – 34:28 J. Wakefieldová – 37:16 R. Johnstonová – 43:35 H. Wickenheiserová – 45:52 J. Heffordová – 53:35 | 1–0 2–0 3–0 4–0 5–0 6–0 7–0 8–0 9–0 10–0 11–0 12–0 13–0 13–1 14–1 | 49:00 – A. Gončarenková (PP)                   |  |
| 14 min | 14 min | Tresty                                                            | 16 min                                         |  |
| 41 | 41 | Střely                                                            | 7                                              |  |

| 10. dubna 2012 19:00 | Finsko | 0 – 11 (0:2, 0:6, 0:3) | USA | Gutterson Fieldhouse, Burlington Návštěvnost: 2356 |  |

| Report                                |                                       |                                               | |  |
| Isabella Portnojová Meeri Räisänenová | Isabella Portnojová Meeri Räisänenová | Brankáři                                      | Brianne McLaughlinová |  |
|                                       |                                       | 0–1 0–2 0–3 0–4 0–5 0–6 0–7 0–8 0–9 0–10 0–11 | 06:24 – M. Lamoureux-Kollsová (PP) 11:47 – K. Stacková 23:05 – H. Knightová 24:51 – K. Stacková 25:25 – M. Lamoureux-Kollsová 25:50 – B. Deckerová 32:16 – K. Stacková (PP) 35:05 – J. Pucciová (PP2) 42:53 – K. Coynová (PP) 46:06 – M. Lamoureux-Kollsová 52:07 – A. Kesselová |  |
| 18 min                                | 18 min                                | Tresty                                        | 6 min |  |
| 9                                     | 9                                     | Střely                                        | 54 |  |

### Skupina B
| Tým          | Z | V | VP | PP | P | GV | GI | +/- | B |
| ------------ | - | - | -- | -- | - | -- | -- | --- | - |
| 1. Švýcarsko | 3 | 2 | 0  | 0  | 1 | 7  | 6  | +1  | 6 |
| 2. Švédsko   | 3 | 1 | 1  | 0  | 1 | 9  | 5  | +4  | 5 |
| 3. Německo   | 3 | 1 | 0  | 1  | 1 | 6  | 8  | −2  | 4 |
| 4. Slovensko | 3 | 1 | 0  | 0  | 2 | 6  | 9  | −3  | 3 |

Všechny časy jsou místní (UTC-4).
| 7. dubna 2012 13:00 | Slovensko | 1 – 5 (0:1, 1:1, 0:3) | Švédsko | Cairns Arena, South Burlington Návštěvnost: 243 |  |

| Report                      |                             |                         | |  |
| Zuzana Tomčíková            | Zuzana Tomčíková            | Brankáři                | Kim Martinová |  |
| I. Karafiátová (PP) – 21:20 | I. Karafiátová (PP) – 21:20 | 0–1 1–1 1–2 1–3 1–4 1–5 | 18:51 – E. Holmlövová (PP) 30:25 – A. Svedinová 47:41 – J. Asserholtová 51:44 – J. Olofssonová 52:59 – E. Uden-Johanssonová |  |
| 6 min                       | 6 min                       | Tresty                  | 8 min |  |
| 16                          | 16                          | Střely                  | 39 |  |

| 7. dubna 2012 17:00 | Švýcarsko | 2 – 3 (1:1, 1:2, 0:0) | Německo | Cairns Arena, South Burlington Návštěvnost: 277 |  |

| Report                                 |                                        |                     |                                                                    |  |
| Sophie Anthamattenová                  | Sophie Anthamattenová                  | Brankáři            | Vionna Harrerová                                                   |  |
| J. Martyová – 19:46 N. Bullová – 38:05 | J. Martyová – 19:46 N. Bullová – 38:05 | 0–1 1–1 1–2 1–3 2–3 | 16:49 – M. Bittnerová 22:11 – S. Weyandová 37:32 – J. Zornová (PP) |  |
| 10 min                                 | 10 min                                 | Tresty              | 10 min                                                             |  |
| 34                                     | 34                                     | Střely              | 25                                                                 |  |

| 8. dubna 2012 13:00 | Švédsko | 2 – 1 PP (0:0, 0:0, 1:1 - 1:0) | Německo | Cairns Arena, South Burlington Návštěvnost: 342 |  |

| Report                                              |                                                     |             |                     |  |
| Kim Martinová                                       | Kim Martinová                                       | Brankáři    | Jennifer Harßová    |  |
| E. Holstová (PP) – 46:53 E. Holmlövová (PP) – 60:24 | E. Holstová (PP) – 46:53 E. Holmlövová (PP) – 60:24 | 1–0 1–1 2–1 | 59:12 – A. Lanzlová |  |
| 18 min                                              | 18 min                                              | Tresty      | 8 min               |  |
| 40                                                  | 40                                                  | Střely      | 18                  |  |

| 8. dubna 2012 17:00 | Švýcarsko | 2 – 1 (1:0, 0:1, 1:0) | Slovensko | Cairns Arena, South Burlington Návštěvnost: 200 |  |

| Report                                       |                                              |             |                      |  |
| Florence Schellingová                        | Florence Schellingová                        | Brankáři    | Zuzana Tomčíková     |  |
| D. Leimgruberová – 08:35 J. Martyová – 43:25 | D. Leimgruberová – 08:35 J. Martyová – 43:25 | 1–0 1–1 2–1 | 25:32 – J. Kapustová |  |
| 12 min                                       | 12 min                                       | Tresty      | 12 min               |  |
| 27                                           | 27                                           | Střely      | 30                   |  |

| 10. dubna 2012 13:00 | Švédsko | 2 – 3 (1:1, 0:0, 1:2) | Švýcarsko | Cairns Arena, South Burlington Návštěvnost: 325 |  |

| Report                                           |                                                  |                     |                                                                        |  |
| Kim Martinová                                    | Kim Martinová                                    | Brankáři            | Florence Schellingová                                                  |  |
| J. Asserholtová (PP) – 04:16 E. Holstová – 48:55 | J. Asserholtová (PP) – 04:16 E. Holstová – 48:55 | 1–0 1–1 1–2 2–2 2–3 | 14:52 – K. Lehmannová (PP) 42:42 – J. Martyová 56:52 – S. Benzová (PP) |  |
| 10 min                                           | 10 min                                           | Tresty              | 12 min                                                                 |  |
| 51                                               | 51                                               | Střely              | 26                                                                     |  |

| 10. dubna 2012 17:00 | Německo | 2 – 4 (0:1, 1:2, 1:1) | Slovensko | Cairns Arena, South Burlington Návštěvnost: 237 |  |

| Report                                          |                                                 |                         |                                                                                       |  |
| Viona Harrerová                                 | Viona Harrerová                                 | Brankáři                | Zuzana Tomčíková                                                                      |  |
| L. Schusterová (PP) – 39:50 B. Eversová – 43:56 | L. Schusterová (PP) – 39:50 B. Eversová – 43:56 | 0–1 0–2 0–3 1–3 2–3 2–4 | 18:29 – N. Čupková 24:10 – M. Veličková 31:11 – J. Kapustová 49:39 – N. Čupková (PP2) |  |
| 6 min                                           | 6 min                                           | Tresty                  | 6 min                                                                                 |  |
| 36                                              | 36                                              | Střely                  | 28                                                                                    |  |

## O udržení
- série na dva vítězné zápasy

Všechny časy jsou místní (UTC-4).
| 11. dubna 2012 17:00 | Německo | 2 – 1 SN (0:1, 1:0, 0:0 - 0:0, 1:0) | Slovensko | Cairns Arena, South Burlington Návštěvnost: 174 |  |

| Report                            |                                   |                      |                           |  |
| Viona Harrerová                   | Viona Harrerová                   | Brankáři             | Zuzana Tomčíková          |  |
| J. Zornová – 27:57 M. Anwanderová | J. Zornová – 27:57 M. Anwanderová | 0–1 1–1 rozh. nájezd | 05:31 – M. Veličková (PP) |  |
| 12 min                            | 12 min                            | Tresty               | 10 min                    |  |
| 40                                | 40                                | Střely               | 20                        |  |

| 13. dubna 2012 13:00 | Slovensko | 1 – 3 (0:1, 0:1, 1:1) | Německo | Cairns Arena, South Burlington Návštěvnost: 187 |  |

| Report             |                    |                 |                                                                               |  |
| Zuzana Tomčíková   | Zuzana Tomčíková   | Brankáři        | Jennifer Harssová                                                             |  |
| N. Čupková – 46:45 | N. Čupková – 46:45 | 0–1 0–2 1–2 1–3 | 04:20 – J. Zornová (SH) 38:17 – M. Anwanderová 54:02 – T. Eisenschmidová (SH) |  |
| 4 min              | 4 min              | Tresty          | 10 min                                                                        |  |
| 29                 | 29                 | Střely          | 35                                                                            |  |

 Slovensko sestoupilo do skupiny A divize 1.

## Play off
Všechny časy jsou místní (UTC-4).

### Čtvrtfinále
| 11. dubna 2012 15:00 | Rusko | 2 – 5 (1:2, 1:3, 0:0) | Švýcarsko | Gutterson Fieldhouse, Burlington Návštěvnost: 1340 |  |

| Report                                  |                                         |                             | |  |
| Anna Prugová                            | Anna Prugová                            | Brankáři                    | Florence Schellingová                                                                                                 |  |
| T. Burinová – 02:24 T. Burinová – 27:21 | T. Burinová – 02:24 T. Burinová – 27:21 | 1–0 1–1 1–2 1–3 2–3 2–4 2–5 | 16:15 – S. Martyová (PP2) 19:34 – P. Stanzová (SH) 22:41 – J. Martyová 29:40 – E. Raselliová (PP) 37:21 – S. Martyová |  |
| 20 min                                  | 20 min                                  | Tresty                      | 16 min |  |
| 34                                      | 34                                      | Střely                      | 31 |  |

| 11. dubna 2012 19:00 | Finsko | 2 – 1 (2:0, 0:0, 0:1) | Švédsko | Gutterson Fieldhouse, Burlington Návštěvnost: 1633 |  |

| Report                                       |                                              |             |                       |  |
| Noora Rätyová                                | Noora Rätyová                                | Brankáři    | Sara Grahnová         |  |
| K. Rantamäkiová – 00:21 S. Tapaniová – 16:58 | K. Rantamäkiová – 00:21 S. Tapaniová – 16:58 | 1–0 2–0 2–1 | 53:04 – E. Holmlovová |  |
| 16 min                                       | 16 min                                       | Tresty      | 10 min                |  |
| 26                                           | 26                                           | Střely      | 44                    |  |

### Semifinále
| 13. dubna 2012 15:00 | Kanada | 5 – 1 (2:0, 1:1, 2:0) | Finsko | Gutterson Fieldhouse, Burlington Návštěvnost: 1750 |  |

| Report | |                         |                              |  |
| Shannon Szadadosová                                                                                                 | Shannon Szadadosová                                                                                                 | Brankáři                | Noora Rätyová                |  |
| C. Ouelettová – 03:32 L. Fortinová – 04:53 M. Agostaová – 22:06 M.-P. Poulinová – 52:12 C. Birchardová (PP) – 58:40 | C. Ouelettová – 03:32 L. Fortinová – 04:53 M. Agostaová – 22:06 M.-P. Poulinová – 52:12 C. Birchardová (PP) – 58:40 | 1–0 2–0 3–0 3–1 4–1 5–1 | 30:30 – K. Rantamäkiová (PP) |  |
| 14 min | 14 min | Tresty                  | 4 min                        |  |
| 43 | 43 | Střely                  | 15                           |  |

| 13. dubna 2012 19:00 | USA | 10 – 0 (3:0, 3:0, 4:0) | Švýcarsko | Gutterson Fieldhouse, Burlington Návštěvnost: 2211 |  |

| Report | |                                          |                                             |  |
| Molly Schausová | Molly Schausová | Brankáři                                 | Florence Schellingová Sophie Anthamattenová |  |
| K. Stacková (PP) – 02:52 K. Stacková (SH) – 09:09 B. Deckerová – 16:41 J. Chuová – 22:16 K. Coyneová – 29:01 G. Marvinová (PP) – 35:13 M. Bozeková – 44:56 J. Pucciová – 45:24 E. Lawlerová – 45:45 J. Lamoureuxová – 49:31 | K. Stacková (PP) – 02:52 K. Stacková (SH) – 09:09 B. Deckerová – 16:41 J. Chuová – 22:16 K. Coyneová – 29:01 G. Marvinová (PP) – 35:13 M. Bozeková – 44:56 J. Pucciová – 45:24 E. Lawlerová – 45:45 J. Lamoureuxová – 49:31 | 1–0 2–0 3–0 4–0 5–0 6–0 7–0 8–0 9–0 10–0 |                                             |  |
| 6 min | 6 min | Tresty                                   | 8 min                                       |  |
| 80 | 80 | Střely                                   | 10                                          |  |

### O 5. místo
| 13. dubna 2012 17:00 | Rusko | 1 – 2 PP (0:1, 0:0, 1:0 - 0:1) | Švédsko | Cairns Arena, South Burlington Návštěvnost: 261 |  |

| Report                |                       |             |                                                  |  |
| Anna Prugová          | Anna Prugová          | Brankáři    | Sara Grahnová                                    |  |
| M. Serginaová – 49:28 | M. Serginaová – 49:28 | 0–1 1–1 1–2 | 15:08 – P. Winbergová (PP) 60:34 – E. Holmlövová |  |
| 6 min                 | 6 min                 | Tresty      | 4 min                                            |  |
| 28                    | 28                    | Střely      | 24                                               |  |

### O 3. místo
| 14. dubna 2012 15:00 | Švýcarsko | 6 – 2 (2:2, 1:0, 3:0) | Finsko | Gutterson Fieldhouse, Burlington Návštěvnost: 2400 |  |

| Report | |                                 |                                                        |  |
| Florence Schellingová | Florence Schellingová | Brankáři                        | Noora Rätyová Meeri Räisänenová                        |  |
| K. Nabholzová – 11:25 S. Benzová – 19:59 S. Zollingerová (PP) – 29:37 K. Lehmannová – 50:29 A. Stiefelová – 53:50 E. Raselliová – 55:28 | K. Nabholzová – 11:25 S. Benzová – 19:59 S. Zollingerová (PP) – 29:37 K. Lehmannová – 50:29 A. Stiefelová – 53:50 E. Raselliová – 55:28 | 0–1 1–1 1–2 2–2 3–2 4–2 5–2 6–2 | 04:48 – A. Rajahuhtaová (PP) 17:27 – A. Helinová (PP2) |  |
| 10 min | 10 min | Tresty                          | 4 min                                                  |  |
| 25 | 25 | Střely                          | 52                                                     |  |

### Finále
| 14. dubna 2012 19:00 | USA | 4 – 5 PP (1:1, 2:2, 1:1 - 0:1) | Kanada | Gutterson Fieldhouse, Burlington Návštěvnost: 4007 |  |

| Report                                                                                           |                                                                                                  |                                     | |  |
| Molly Schausová                                                                                  | Molly Schausová                                                                                  | Brankáři                            | Shannon Szabadosová |  |
| K. Coynová – 12:54 B. Deckerová (PP) – 36:43 G. Marvinová (PP) – 38:16 G. Marvinová (PP) – 42:57 | K. Coynová – 12:54 B. Deckerová (PP) – 36:43 G. Marvinová (PP) – 38:16 G. Marvinová (PP) – 42:57 | 0–1 1–1 1–2 1–3 2–3 3–3 4–3 4–4 4–5 | 07:52 – H. Wickenheiserová (SH) 24:07 – J. Heffordová (PP) 25:36 – C. Ouellettová 57:22 – M. Agostaová (PP) 61:50 – C. Ouellettová |  |
| 14 min                                                                                           | 14 min                                                                                           | Tresty                              | 22 min |  |
| 44                                                                                               | 44                                                                                               | Střely                              | 39 |  |

## Konečné pořadí
| Místo            | Tým       |
| ---------------- | --------- |
| Zlatá medaile    | Kanada    |
| Stříbrná medaile | USA       |
| Bronzová medaile | Švýcarsko |
| 4.               | Finsko    |
| 5.               | Švédsko   |
| 6.               | Rusko     |
| 7.               | Německo   |
| 8.               | Slovensko |

## 1. divize

### Skupina A
- Termín konání: 25. - 31. března 2012
- Místo konání: insgesamt	Spiele	ø

Vereinigte Staaten Top-Division	Burlington	7. Apr. 2012 – 14. Apr. 2012	8	28.605	21	1.362
Lettland Division I A	Ventspils,  Lotyšsko
|  | Postup do elitní skupiny MS   |
|  | Sestup do skupiny B 1. divize |

| Tým           | Z | V | VP | PP | P | GV | GI | B  |
| ------------- | - | - | -- | -- | - | -- | -- | -- |
| 1. Česko      | 5 | 4 | 0  | 0  | 1 | 19 | 8  | 12 |
| 2. Norsko     | 5 | 3 | 1  | 0  | 1 | 20 | 7  | 11 |
| 3. Japonsko   | 5 | 3 | 0  | 0  | 2 | 15 | 10 | 9  |
| 4. Rakousko   | 5 | 2 | 0  | 0  | 3 | 16 | 18 | 6  |
| 5. Lotyšsko   | 5 | 1 | 1  | 0  | 3 | 5  | 20 | 5  |
| 6. Kazachstán | 5 | 0 | 0  | 2  | 3 | 7  | 19 | 2  |

| Datum     | Tým        | Výsledek                            | Tým        |
| --------- | ---------- | ----------------------------------- | ---------- |
| 25.3.2012 | Rakousko   | 2:7 (1:2, 0:4, 1:1) Report          | Norsko     |
| 25.3.2012 | Česko      | 3:4 (1:4, 2:0, 0:0) Report          | Japonsko   |
| 25.3.2012 | Lotyšsko   | 3:2 SN (1:0, 1:2, 0:0 - 0:0) Report | Kazachstán |
| 26.3.2012 | Norsko     | 1:2 (0:0, 1:1, 0:1) Report          | Česko      |
| 26.3.2012 | Kazachstán | 2:6 (1:2, 1:2, 0:2) Report          | Rakousko   |
| 26.3.2012 | Japonsko   | 1:2 (0:0, 1:2, 0:0) Report          | Lotyšsko   |
| 28.3.2012 | Japonsko   | 3:1 (2:0, 0:1, 1:0) Report          | Rakousko   |
| 28.3.2012 | Kazachstán | 1:2 P (0:0, 1:0, 0:1 - 0:1) Report  | Norsko     |
| 28.3.2012 | Česko      | 5:0 (1:0, 1:0, 3:0) Report          | Lotyšsko   |
| 30.3.2012 | Kazachstán | 2:3 (0:1, 1:1, 1:1) Report          | Česko      |
| 30.3.2012 | Norsko     | 4:2 (2:2, 0:0, 2:0) Report          | Japonsko   |
| 30.3.2012 | Lotyšsko   | 0:6 (0:1, 0:2, 0:3) Report          | Rakousko   |
| 31.3.2012 | Japonsko   | 5:0 (0:0, 2:0, 3:0) Report          | Kazachstán |
| 31.3.2012 | Norsko     | 6:0 (2:0, 1:0, 3:0) Report          | Lotyšsko   |
| 31.3.2012 | Rakousko   | 1:6 (0:2, 0:2, 1:2) Report          | Česko      |

### Skupina B
- Termín konání: 9. - 15. dubna 2012
- Místo konání: Kingston upon Hull,  Spojené království

|  | Postup do skupiny A 1. divize |
|  | Sestup do skupiny A 2. divize |

| Tým               | Z | V | VP | PP | P | GV | GI | B  |
| ----------------- | - | - | -- | -- | - | -- | -- | -- |
| 1. Dánsko         | 5 | 4 | 0  | 0  | 1 | 31 | 6  | 12 |
| 2. Čína           | 5 | 4 | 0  | 0  | 1 | 21 | 8  | 12 |
| 3. Francie        | 5 | 4 | 0  | 0  | 1 | 22 | 9  | 12 |
| 4. Velká Británie | 5 | 1 | 0  | 0  | 4 | 10 | 17 | 3  |
| 5. Nizozemsko     | 5 | 1 | 0  | 0  | 4 | 7  | 34 | 3  |
| 6. Itálie         | 5 | 1 | 0  | 0  | 4 | 5  | 22 | 3  |

- O pořadí týmů se stejným počtem bodů rozhodla minitabulka vzájemných zápasů.

## 2. divize

### Skupina A
- Termín konání: 25. - 31. března 2012
- Místo konání: Maribor,  Slovinsko

|  | Postup do skupiny B 1. divize |
|  | Sestup do skupiny B 2. divize |

| Tým              | Z | V | VP | PP | P | GV | GI | B  |
| ---------------- | - | - | -- | -- | - | -- | -- | -- |
| 1. Severní Korea | 5 | 5 | 0  | 0  | 0 | 33 | 7  | 15 |
| 2. Maďarsko      | 5 | 4 | 0  | 0  | 1 | 26 | 6  | 12 |
| 3. Austrálie     | 5 | 3 | 0  | 0  | 2 | 11 | 12 | 9  |
| 4. Nový Zéland   | 5 | 2 | 0  | 0  | 3 | 12 | 23 | 6  |
| 5. Slovinsko     | 5 | 0 | 1  | 0  | 4 | 7  | 18 | 2  |
| 6. Chorvatsko    | 5 | 0 | 0  | 1  | 4 | 4  | 27 | 1  |

### Skupina B
- Termín konání: 10. - 16. března 2012
- Místo konání: Soul,  Jižní Korea

|  | Postup do skupiny A 2. divize |

| Tým            | Z | V | VP | PP | P | GV | GI | B  |
| -------------- | - | - | -- | -- | - | -- | -- | -- |
| 1. Polsko      | 5 | 4 | 1  | 0  | 0 | 38 | 6  | 14 |
| 2. Španělsko   | 5 | 4 | 0  | 0  | 1 | 22 | 5  | 12 |
| 3. Jižní Korea | 5 | 2 | 1  | 1  | 1 | 16 | 8  | 9  |
| 4. Island      | 5 | 2 | 0  | 1  | 2 | 11 | 15 | 7  |
| 5. Belgie      | 5 | 1 | 0  | 0  | 4 | 7  | 12 | 3  |
| 6. JAR         | 5 | 0 | 0  | 0  | 5 | 4  | 52 | 0  |